# Suzuki GSX-RR
La Suzuki GSX-RR è una motocicletta prodotta dalla casa motociclistica giapponese Suzuki per gareggiare, a partire dal 2015, nella classe MotoGP del motomondiale per il Team Suzuki ECSTAR.
Con questo modello la casa motociclistica giapponese torna a competere nel motomondiale, dopo il ritiro avvenuto al termine del 2011. È stata utilizzata sino al termine del motomondiale 2022, quando la casa giapponese ha deciso nuovamente di ritirarsi.

## Piloti
Lo sviluppo della moto, iniziato nel 2013, ha coinvolto come collaudatori i piloti Nobuatsu Aoki e Randy de Puniet con quest'ultimo che l'ha portata al debutto in occasione della prova conclusiva della stagione 2014, il Gran Premio motociclistico della Comunità Valenciana 2014.
Nel motomondiale 2015 è stata affidata ai due piloti spagnoli Aleix Espargaró e Maverick Viñales, riconfermati anche per la stagione seguente. Il primo risultato sul podio è stato ottenuto da Viñales, con il terzo posto nel Gran Premio motociclistico di Francia 2016.
Nel motomondiale 2017 viene guidata dal pilota italiano proveniente dalla Ducati Andrea Iannone e dal rookie Álex Rins. 
Nel Motomondiale 2019 Andrea Iannone passa alla Aprilia Racing e la sua sella viene affidata al rookie Joan Mir. 
Nel 2020, in un mondiale caratterizzato dall'incertezza per le gare cancellate a causa dall'emergenza covid-19 ed il lungo infortunio che ha colpito il favorito al titolo Marc Márquez, lo spagnolo Mir riesce a conquistare il titolo del Motomondiale 2020, con il team Suzuki Ecstar che si guadagna il primo posto assoluto nella classifica squadre mentre raggiunge il gradino più basso del podio del Mondiale costruttori. 
Nell'ultimo anno di partecipazione al mondiale ottiene ancora due successi con alla guida Álex Rins.

## Successi
1 Campionato Mondiale Piloti: 
- 1 Joan Mir (2020)

7 vittorie:
- 2016: 1 (Vinãles 1)
- 2019: 2 (Rins 2)
- 2020: 2 (Rins 1, Mir 1)
- 2022: 2 (Rins 2)